# Fabio Viola (pallanuotista)
Fabio Viola (Segrate, 9 gennaio 1996) è un pallanuotista italiano.

## Carriera
Inizia a giocare a 8 anni nel CUS Milano come portiere per poi spostarsi nel Nuoto Club Monza fino al 2010, dove vincerà numerosi titoli regionali. A 14 anni approda alla Rari Nantes Camogli dove trascorre 3 anni, conditi da due titoli tricolore con l'under 17 e uno con la formazione under 20; in due di queste finali verrà premiato con il titolo di miglior portiere. L’anno successivo si trasferisce a titolo definitivo alla Pro Recco, dove vincerà un campionato e una coppa Italia. Nella stagione 2014-15 viene ceduto in prestito alla Rari Nantes Sori in serie A2, che dopo la regular season chiusa in seconda posizione nel girone nord centrerà la promozione in Serie A1. Disputa la stagione 2015-16 nuovamente nelle file della Pro Recco, vincendo nuovamente Scudetto, Coppa Italia e Supercoppa LEN. Per l’infortunio di Stefano Tempesti, disputerà da titolare le finali di LEN Champions League a Budapest; la squadra al termine della manifestazione si classifica quarta. L'anno seguente gioca nella Pallanuoto Sport Management non trovando però molto spazio, che arriverà quarta in quell'edizione della massima divisione. Gioca la stagione 2016-17 in serie B nel Busto Nuoto, società satellite dello Sport Management, concludendo con la retrocessione della stessa in Serie C. Successivamente gioca in prestito alla Como Nuoto in serie A2; la stagione 2018-19 è culminata in un'ottava posizione. Dal 2024 gioca alla R.N. Orobica, in Serie C, dove allena anche i portieri.
Nel dicembre del 2012 si laurea campione del mondo under 18 con la Nazionale italiana a Perth. Nel settembre 2013 ottiene la medaglia di bronzo agli europei under 17 di Malta mentre nell'estate del 2015 si classifica al secondo posto dell'edizione iridata under 20 disputata al Almaty, in Kazakistan.